# Lista do Patrimônio Mundial em Uganda
A Organização das Nações Unidas para a Educação, a Ciência e a Cultura (UNESCO) propôs um plano de proteção aos bens culturais do mundo, através do Comité sobre a Proteção do Património Mundial Cultural e Natural, aprovado em 1972. Esta é uma lista do Patrimônio Mundial existente em Uganda, especificamente classificada pela UNESCO e elaborada de acordo com dez principais critérios cujos pontos são julgados por especialistas na área. Uganda ratificou a convenção em 20 de novembro de 1987, tornando seus locais históricos elegíveis para inclusão na lista.
Os sítios Parque Nacional Impenetrável de Bwindi e Montes Ruwenzori foram os primeiros locais de Uganda incluídos na lista do Patrimônio Mundial da UNESCO por ocasião da 18ª Sessão do Comitè do Património Mundial, realizada em Phuket (Tailândia) em 1994. Desde a mais recente adesão à lista, Uganda totaliza 3 sítios classificados como Patrimônio da Humanidade, sendo 2 deles de classificação Cultural e 1 de classificação Natural. 

## Bens culturais e naturais
Uganda conta atualmente com os seguintes lugares declarados como Patrimônio da Humanidade pela UNESCO:
| | Parque Nacional dos Montes Ruwenzori |
| Bem natural inscrito em 1994. |                                      |
| Localização: Kabarole / Kasese / Bundibugyo |                                      |
| Localizado no oeste de Uganda, este parque de 100.000 hectares abrange a maior parte do maciço da montanha Rwenzori, culminando com 5.109 metros de altura no cume de Margaret Peak, a terceira cúpula da África. É um local de grande beleza, com geleiras, cachoeiras e lagos que formam uma paisagem alpina incomparável no continente africano. O parque possui inúmeros habitats naturais onde vivem animais em extinção, bem como uma rica e rara flora composta por múltiplas espécies, entre as quais a heather gigante se destaca. (UNESCO/BPI) |                                      |

| | Parque Nacional Impenetrável de Bwindi |
| Bem natural inscrito em 1994. |                                        |
| Localização: Kabale / Kisoro / Rukungiri |                                        |
| Localizado no sudoeste de Uganda, no ponto de convergência das florestas simples e montanhosas, o Parque Bwindi tem uma área de 32.000 hectares e é conhecido por sua rica biodiversidade. Possui 160 espécies de árvores e mais de 100 tipos de samambaias, numerosos tipos de aves e borboletas, e várias espécies animais em extinção, como o gorila da montanha. (UNESCO/BPI) |                                        |

| | Túmulos dos Reis do Buganda em Kasubi |
| Bem cultural inscrito em 2001, em perigo desde 2010. |                                       |
| Localização: Campala |                                       |
| Localizados em Kasubi, os túmulos dos kabakas (reis) de Buganda ocupam cerca de 30 hectares de colinas no distrito de Kampala. A maior parte do local é uma área agrícola cultivada com métodos tradicionais. Em seu centro, no topo de uma colina, fica o antigo palácio dos kabakas construído em 1882 e transformado em um cemitério real em 1884. O Muzibu Asala Mpanga – um edifício principal circular coberto por uma cúpula – hoje abriga quatro túmulos reais. É um exemplo notável de trabalho arquitetônico feito com materiais orgânicos: madeira, palha, palhetas, palhetas e adobe. No entanto, a importância do local reside em seu valor imaterial, uma vez que está intimamente ligado às crenças e à espiritualidade da população, bem como às noções de continuidade e identidade. (UNESCO/BPI) |                                       |

## Lista Indicativa
Em adição aos sítios inscritos na Lista do Patrimônio Mundial, os Estados-membros podem manter uma lista de sítios que pretendam nomear para a Lista de Patrimônio Mundial, sendo somente aceitas as candidaturas de locais que já constarem desta lista. Desde 2007, Uganda possui 5 locais na sua Lista Indicativa.
| Sítio                                    | Imagem | Localização | Ano  | Dados UNESCO               | Descrição |
| ---------------------------------------- | ------ | ----------- | ---- | -------------------------- | --- |
| Bigo bya Mugenyi: Obras de terraplanagem |        | Sembabule   | 1997 | Cultural: (i)(ii)(iii)(vi) | Bigo bya Mugyenyi é uma série de 10 km² de terraplanagem arqueológica que data entre os séculos XI4 e XVI d.C. Há um sistema de trincheiras externas que corre ao redor do cume e se junta às margens do rio Katonga no norte e sul (veja o plano que eu anexo). O sistema de trincheira interna é composto por quatro gabinetes que se abrem entre si (ver plano II anexado). |